# Ancara pallidiplaga
Ancara pallidiplaga là một loài bướm đêm trong họ Noctuidae.